# Забрањена тврђава
Забрањена тврђава (енгл. The Keep) је фантастични хорор филм из 1983. године у режији Мајкл Мена, а по његовом сценарију. Главне улоге играју: Скот Глен, Јирген Прохнов, Роберт Проски и Ијан Макелен.

## Радња
У Румунији, у априлу 1941. године, трупа немачких војника упада у мало село и преузима његову стару тврђаву, иако њен стражар упозорава официра који командује трупом на натприродно присуство у њој.
Зграда је представљена према обрнутој архитектури и чини се да више штити спољашњост свог садржаја него да се штити од упада. На зидовима унутар зграде виси 108 никлованих крстова. Два војника, мислећи да су сребрни, одвајају једног, отпечаћујући тако камен са зида и пуштајући маглу која скрива створење које ће сваке ноћи убијати војнике почевши од оних који су отпечатили камен.
Као појачање стиже гарнизон састављен од С.С. Његов вођа, бескрупулозни официр, преузима команду и остаје убеђен да су за смрт Немаца заслужни локални партизани. Откривши мистериозни натпис који би потврдио његову интуицију, официр СС-а позива осакаћеног јеврејског професора, доктора Кузу, да га преведе и да њега и његову ћерку пребаце из нацистичког логора за истребљење.
Слетео у тврђаву са својом ћерком, др. Куза на крају склапа пакт са створењем које опседа унутрашњост зграде, а да не може да изађе. Чудовиште које се представља као Голем из јеврејских легенди враћа снагу и снагу уморном и болесном професору како би задобио његово поверење и њиме манипулисао. Заведени научник, упркос упозорењима папе из суседног села, одлучује да на овај начин поступи против немачких трупа и зато даје подршку злом бићу коме је потребан да се ослободи из ове тврђаве.
Заправо, у дну подрума ове мрачне тврђаве, крије се талисман који својом магијском моћи спречава монструозно створење да га напусти и овоме је потребан једноставан смртник чистог срца да уклони овај грађевински објекат и ослободи га. са овим ефектом. Осим тога, створење је истребило све војнике и СС постављене у тврђаву да би терен оставио слободан професору. Да ли ће Куза дозволити ослобађање овог демона, или ће ово друго створење доћи из далека, поседујући чудне моћи и инсталирано у гостионици у селу, које ће интервенисати спречавајући ширење неименованог по Земљи?

## Улоге
| Глумац           | Улога                      |
| ---------------- | -------------------------- |
| Скот Глен        | Глекен Трисмегестус        |
| Јирген Прохнов   | капетан Клаус Верман       |
| Роберт Проски    | отац Михај Фонеску         |
| Ијан Макелен     | др. Теодор Куза            |
| Габријел Берн    | штурмбанфирер Ерих Кемпфер |
| Алберта Вотсон   | Ева Куза                   |
| В. Морган Шепард | Александру                 |
| Ројстон Тикнер   | Томеску                    |
| Волф Калер       | СС ађутант                 |
| Брус Пејн        | Погранични стражар 2       |